# مقاطعة جيفرسون (ألاباما)
مقاطعة جيفرسون (بالإنجليزية: Jefferson County, Alabama)‏ هي إحدى مقاطعات ولاية ألاباما في الولايات المتحدة. تأسست سنة 1819، بلغ عدد سكانها 658466 نسمة في عام 2010 حسب إحصاء مكتب تعداد الولايات المتحدة وتصل الكثافة السكانية فيها 228 نسمة/كم2.

## أعلام
- توماس هاريسون
- إيرني ووكر
- جيمس د. مارتن
- بوب غريشام
- ويلي ميس

## وصلات خارجية
- jeffconline.jccal.org/